# Libnotes (Libnotes) luteiventris
Libnotes (Libnotes) luteiventris is een tweevleugelige uit de familie steltmuggen (Limoniidae). De soort komt voor in het Australaziatisch gebied.